# Sportwagen-Weltmeisterschaft 1970

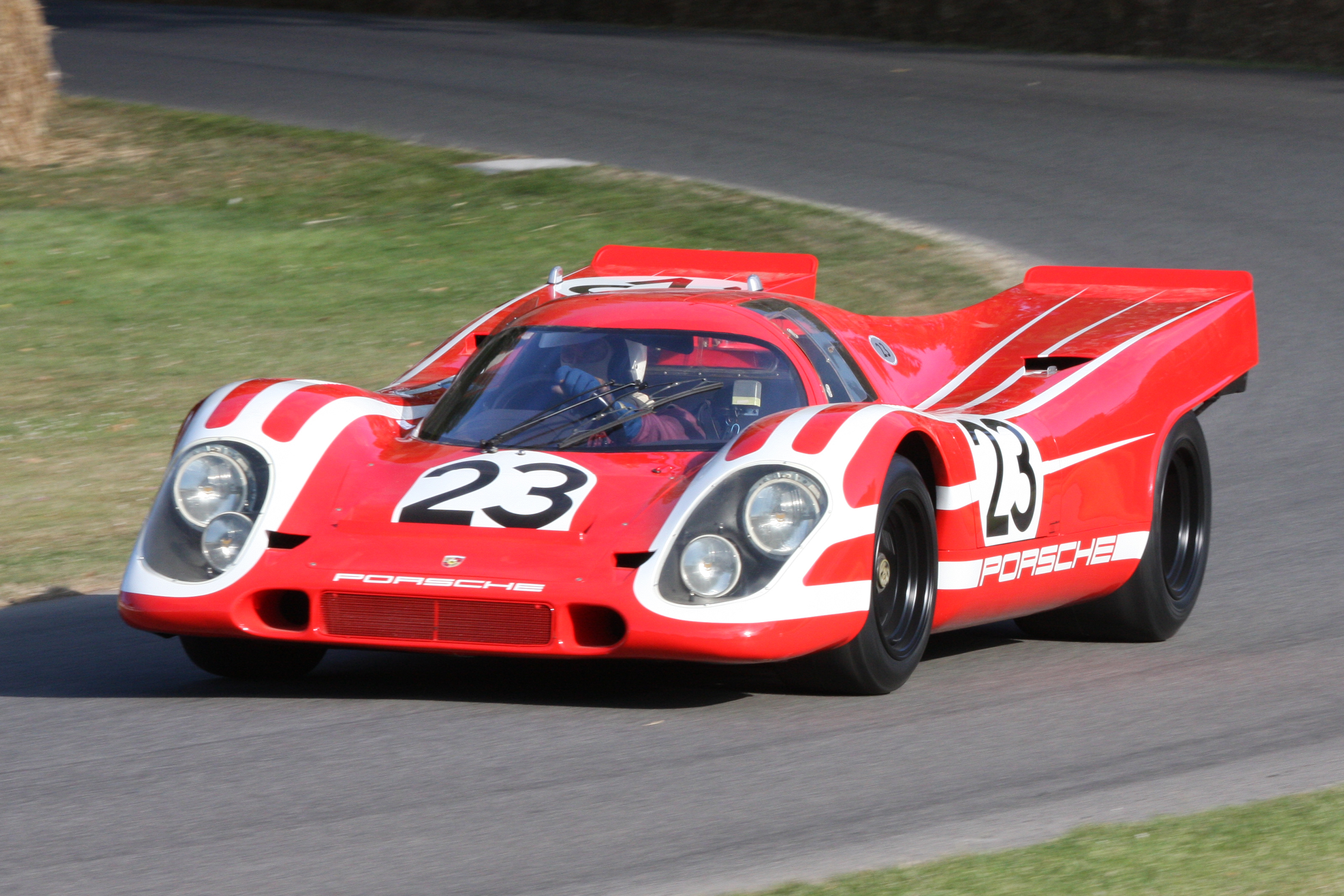
Porsche 917K; Siegerwagen des 24-Stunden-Rennens von Le Mans

Die Sportwagen-Weltmeisterschaft 1970 war die 18. Saison dieser Meisterschaft. Sie begann am 1. Februar und endete am 11. Oktober 1970.

## Meisterschaft
Die Sportwagen-Weltmeisterschaft 1970 endete mit einem überlegenen Erfolg von Porsche. Fahrzeuge des deutschen Sportwagenherstellers gewannen neun der zehn ausgeschriebenen Wertungsläufe. Nur beim 12-Stunden-Rennen von Sebring siegte ein Ferrari. Erfolgreichstes Team des Jahres war die Rennmannschaft von John Wyer, die 1970 die Werkseinsätze von Porsche durchführte. Seit 1951 waren Porsche-Rennwagen jedes Jahr beim 24-Stunden-Rennen von Le Mans am Start. 1970 gab es mit dem Erfolg von Hans Herrmann und Richard Attwood den ersten Gesamtsieg bei diesem 24-Stunden-Rennen.

## Rennkalender
| Nr. | Datum           | Rennname / Rennstrecke                                              | Team                              | Gesamtsieger                                  | Fahrzeug       | Meisterschaft             |
| --- | --------------- | ------------------------------------------------------------------- | --------------------------------- | --------------------------------------------- | -------------- | ------------------------- |
| 1   | 1. – 2. Februar | 24-Stunden-Rennen von Daytona (Daytona International Speedway)      | J. W. Engineering                 | Pedro Rodríguez Leo Kinnunen Brian Redman     | Porsche 917K   | Alle                      |
| 2   | 21. März        | 12-Stunden-Rennen von Sebring (Sebring International Raceway)       | Ferrari S.P.A. SEFAC              | Ignazio Giunti Nino Vaccarella Mario Andretti | Ferrari 512S   | Alle                      |
| 3   | 12. April       | 1000-km-Rennen von Brands Hatch (Brands Hatch)                      | J. W. Automotive Engineering      | Pedro Rodríguez Leo Kinnunen                  | Porsche 917K   | Sportwagen und Prototypen |
| 4   | 25. April       | 1000-km-Rennen von Monza (Autodromo Nazionale Monza)                | J. W. Automotive Engineering      | Pedro Rodríguez Leo Kinnunen                  | Porsche 917K   | Alle                      |
| 5   | 3. Mai          | Targa Florio (Piccolo circuito delle Madonie)                       | J. W. Automotive Engineering      | Jo Siffert Brian Redman                       | Porsche 908/03 | Alle                      |
| 6   | 17. Mai         | 1000-km-Rennen von Spa-Francorchamps (Circuit de Spa-Francorchamps) | J. W. Automotive Engineering      | Jo Siffert Brian Redman                       | Porsche 917K   | Alle                      |
| 7   | 31. Mai         | 1000-km-Rennen auf dem Nürburgring (Nürburgring)                    | Porsche Konstruktionen Salzburg   | Vic Elford Kurt Ahrens                        | Porsche 908/03 | Alle                      |
| 8   | 13. – 14. Juni  | 24-Stunden-Rennen von Le Mans (Circuit des 24 Heures)               | Porsche KG Salzburg               | Hans Herrmann Richard Attwood                 | Porsche 917K   | Alle                      |
| 9   | 11. Juli        | 6-Stunden-Rennen von Watkins Glen (Watkins Glen International)      | J. W. Automotive Engineering Ltd. | Pedro Rodríguez Leo Kinnunen                  | Porsche 917K   | Alle                      |
| 10  | 11. Oktober     | 1000-km-Rennen von Zeltweg (Österreichring)                         | J. W. Automotive Engineering Ltd. | Jo Siffert Brian Redman                       | Porsche 917K   | Alle                      |

## Meisterschaft der Konstrukteure

### Marken-Weltmeisterschaft
| Position | Konstrukteur | 1 | 2   | 3   | 4 | 5 | 6 | 7 | 8   | 9   | 10  | Gesamt |
| -------- | ------------ | - | --- | --- | - | - | - | - | --- | --- | --- | ------ |
| 1        | Porsche      | 9 | (6) | 9   | 9 | 9 | 9 | 9 | 9   | (9) | (9) | 63     |
| 2        | Ferrari      | 4 | 9   | (2) | 6 | 4 | 6 | 4 | (3) | 4   |     | 37     |
| 3        | Alfa Romeo   |   | 4   |     |   |   |   |   |     |     | 6   | 10     |
| 4        | Matra-Simca  |   | 2   |     | 2 |   |   |   |     |     |     | 4      |
| 5        | Chevrolet    | 1 |     |     |   |   |   |   | 1   |     |     | 2      |

### Internationaler Cup für GT-Fahrzeuge
| Position | Konstrukteur | 1   | 2 | 3 | 4 | 5 | 6 | 7 | 8 | 9 | 10 | Gesamt |
| -------- | ------------ | --- | - | - | - | - | - | - | - | - | -- | ------ |
| 1        | Porsche      | (3) | 4 |   | 9 |   | 9 | 9 | 6 | 9 | 9  | 55     |
| 2        | Chevrolet    | 9   | 9 |   |   |   |   |   | 9 |   |    | 27     |
| 3        | Lancia       |     |   |   |   | 9 |   |   |   |   |    | 9      |
| 4=       | Alpine       |     |   |   |   |   | 1 | 3 |   |   |    | 4      |
| 4=       | Lotus Cars   |     |   |   |   |   |   |   |   | 4 |    | 4      |
| 6        | MG           | 1   |   |   |   |   |   |   |   |   |    | 1      |